# Szüts István
Szüts István (Ajka, 1768. április 30. – Tét, 1839. március 18.) evangélikus lelkész.

## Élete
Tanult 1781-től Sopronban, 1786-ban Győrben tanított. Másfél évvel később Pozsonyban folytatta tanulmányait két és fél éven keresztül. 1788 nyarán Iharosberényben ordináltatott papnak, innét 1795. május 20-án Csengére, 1805 végén Tétre (Győr megye) került szintén lelkésznek.

## Munkái
- Ének mellyet tiszt. tudós Fábri István úrnak, a pozsonyi evang. oskolában egyik érdemes professorának... nevenapján decz. 26. 1787. némelly hozzá engedelmes tisztelettel viseltetett hallgatóinak képében énekelt. Pozson.
- Versek, mellyeket tiszt. tudós Stretsko György úrnak... a posoni evang. oskolában elsőbb professornak és rectornak neve napjára Sz. György hava 24. 1788. készített. Uo.
- Erkölcsi és elegyes versek Gellert, Hagedorn, Kleist, Kronegk és Höltytől ford. Uo. 1791.
- Herfort és Klárika. Németből fordította. Pest, 1792-93. Két kötet. (2. kiadás. Pozsony, 1809.).
- Áhitatosságra való könyv, azoknak számokra, kik az Úr vacsorájával élni akarnak. Soprony, 1800.
- Nagys. Kisfaludy György Obristlieutenant kedves-egyetlen egyénnek utolsó szava. Szombathely, 1802.
- A szép lélek. Főtiszt. Kis János úrnak N.-Győrben, Jún. 23. 1812. a Dunántúl való ekklesiák superintendensévé választatásának alkalmatosságával. Győr, 1812. (Költemény).